# 男はつらいよ 翔んでる寅次郎
『男はつらいよ 翔んでる寅次郎』（おとこはつらいよ とんでるとらじろう）は、1979年8月4日に公開された男はつらいよシリーズの23作目。同時上映は友里千賀子主演の『港町紳士録』。

## あらすじ
寅次郎が旅先でみた夢は、戦前の日本であり、マッド・サイエンティストの寅次郎は柴又に研究所をもち、博は助手、おいちゃん夫婦は研究所の使用人だった。寅次郎は便秘の特効薬を思いつくが、合成に失敗して大爆発がおきる。
タコ社長の工場の職工・中村の結婚式が柴又・川千家で行われ、未婚の寅次郞のことがとらやで心配されていたその日に、寅次郎は柴又に帰ってくる。満男が学校で書いてきた作文を寅次郎が読むと、「ぼくは、おじさんが早くお嫁さんをもらってお母さんを安心させてほしいと思っている」と書いてあって、そこから「お前はとらやの恥」とおいちゃんに言われて怒った寅次郎は、とらやを去る。
北海道に啖呵売に来ていた寅次郎は、車で一人旅をしていたひとみ（桃井かおり）という年頃の娘に声を掛けられる。寅次郎は、「旅の行きずりの男をそんな気安く誘っちゃいけないよ。もし悪い男だったらどうするんだ」と親心を見せる。しかし、ひとみの車が峠でガス欠してしまった時に助けてくれたと思った男（湯原昌幸）が実は女好きの小悪党で、ひとみが男の車内で襲われそうになった時、車から逃げ出したところに寅次郎がいたという縁で、寅次郎はひとみを男から救い、その後は二人で旅を続ける。
旅の途上、話を聞くと、ひとみは田園調布のお嬢さんだった。さらに、父親が経営する会社で働く邦男（布施明）との結婚式が近いが、いわゆるマリッジブルーで気乗りせず、気分を変えようと旅に出ていた。しかし、気分が変わらないまま、あきらめの境地に達していた。そんなひとみに、寅次郎は昔話風のたとえ話をする。親の借金の肩代わりに意に沿わない結婚をさせられた女性・お米が、相思相愛の幼なじみの男性のことを心の中では生涯愛し続けたという話を聞いて、ひとみはそれだけ好きな人がいるお米をうらやましく思い、涙する。寅次郎は、翌日帰京するというひとみに、いざとなったら葛飾柴又のとらやを当てにするように言い、別れる。
一流ホテルの大宴会場での結婚式の当日、お色直しのタイミングで、ひとみは式場からタクシーで脱走する。その頃、とらやにはひとみから寅次郎宛にハガキが届いており、ちょうど帰ってきた寅次郎とともに、ひとみのことが話題になっていた。そこへひとみがウェディングドレスのまま駆け込んできたので、とらやの面々はビックリ仰天。家族が心配しているのではないかとひとみの引き受けに消極的なとらやの面々がひとみの実家に連絡したため、ひとみの母（木暮実千代）が訪ねてくるが、ひとみは帰ろうとしない。とらやの面々も、ひとみの母に頼まれる形で、ひとみを２階に住ませることにする。
ひとみは、大勢の人に迷惑をかけたと反省しつつも、結婚式を「本当にこれでおしまいって感じなのよ。これから素晴らしい人生が広がってくなんて、そんな幸せな気分になんかとてもなれないのよ」と形容する。そんな折、邦男がひとみを訪ねてきたが、ひとみは「ごめんね」とだけ言って、すぐに２階に上がってしまう。寂しそうに去る邦男を寅次郎は追いかけ、「今回のことで大きく成長すればいいんだから」と励ます。お互いの失恋話を肴に邦男と酒を酌み交わした寅次郎はひとみに、「恨むどころか、結婚式以来毎日毎日あんたのこと考えて暮らしているらしいぞ」と邦男の気持ちを報告する。そして、「ただ一言、あんたの気持ちはうれしいわと言ってやりなよ。その言葉だけであいつは幸せになれるんだから」と言うと、その言葉はひとみの心に深く突き刺さる。
再度ひとみを訪れた邦男は、自立のため英会話の教師をしようと思うと言うひとみに、自分も父親の会社をやめたことを報告する。柴又の近くの自動車整備会社で肉体労働をし、小さなアパートに住んでいた。三たびひとみを訪れた邦男に、ひとみは「もう来ないで」と言いつつも、心が揺れ動く。新しい生活の中で二人が進歩したことで、結婚し損なった二人がまた恋愛することになったのだ。ひとみは、邦夫のアパートを訪ねる。邦男がずっと自分のことを考えていた、そして「君のことを好きだ」と一度も言ったことがなかったことを後悔していると聞いて、「ねえ、キスして」とひとみは言う。
ひとみのためにネックレスを買ってきた寅次郎だが、帰ってきたひとみは「私やっぱ結婚する」と笑みを浮かべて報告する。動揺する心中を隠す寅次郎に、ひとみは「寅さんにお仲人お願いしようって、邦男さんと相談してたの」と言う。まさに寅次郎の仲立ちあって恋愛、そして結婚に至った二人の感謝の気持ちだった。失恋した寅次郎は例によって旅立とうとするが、仲人を引き受けた以上はやり遂げなければというさくらの説得でとどまることにする。
川千家でのひとみ・邦男の結婚式は、勘当中ということで両家の列席も限られ、こぢんまりしたものではあったが、とても心温まるものであった。ひとみの花嫁挨拶は、自分の幸せしか考えていなかった前回の結婚式から、邦男の幸せを考えられている今回の結婚式までの自分の成長は、寅次郎のお陰であり、相手の幸せを心から願うという寅次郎の考え方を、もらったネックレスとともに一生大切にしたいというものだった。邦男のギターの弾き語りに託した挨拶は、「きらびやかなものに惑わされないで」「君は信じるものに向かい飛び立つんだ」「（僕は）止まり木ぐらいにはなれるだろう」「いつまでもいつまでも変わることない大切な何かを見つけてほしい」という、二人の関係を象徴するようなひとみへの愛の歌であった。邦男は歌いながら泣き伏してしまい、会場もみな涙する。
盛夏になり、ひとみの母が仲人のお礼ということでとらやを訪れる。共稼ぎで忙しそうだが、時々二人で仲良くとらやを訪れるという娘夫婦の状況を聞いて、ホッとする。寅次郎からは、「ひとみちゃんは元気か？あの頼りねえ二枚目が亭主じゃ、仲人の俺としちゃ心配で夜も眠れねえ」というハガキが来ていた。

## スタッフ
- 監督・原作：山田洋次
- 製作：島津清
- 脚本：山田洋次、朝間義隆
- 音楽：山本直純

## キャスト
- 車寅次郎：渥美清
- 諏訪さくら：倍賞千恵子
- 入江ひとみ：桃井かおり
- 車竜造：下條正巳
- 車つね：三崎千恵子
- 諏訪博：前田吟
- 社長（桂梅太郎）：太宰久雄
- 諏訪満男：中村はやと
- 源公：佐藤蛾次郎
- タクシーの運転手：犬塚弘 - ひとみがとらやに向かうタクシーの運転手。
- ホテルの宴会係：桜井センリ - 最初の結婚式場の男。
- 丸駒旅館（支笏湖 ）の若旦那：湯原昌幸
- 江戸川の男：上條恒彦
- 江戸川のカップル：久世龍之介
- 江戸川の女：ナンシー・チェニー
- ＳＫＤ：東野利香
- ＳＫＤ：滝真奈美
- 親類の女性：斎藤美和 - 披露宴から逃げ出すひとみを追いかける。
- 山本武
- ひとみの父：入江正徳
- 益田愛子
- 礼吉の妻：たうみあきこ
- 邦夫の妹・京子：戸川京子
- 入江正夫
- 司会：加島潤 - 最初の披露宴の司会。
- 中村・印刷工：笠井一彦
- 印刷工：羽生昭彦
- 印刷工：木村賢治
- 印刷工：篠原靖夫
- 村木誠
- 丸駒旅館の仲居：谷よしの
- 中村の妻規子：伊藤昌子 - 旧姓吉沢
- 看護婦：岡本茉利 - 寅さんに便秘の薬を処方する日下部医院の看護婦。支笏湖遊覧船のアナウンス。
- 松田礼吉：松村達雄 - 最初の結婚式の仲人。
- 御前様：笠智衆
- 小柳邦夫：布施明 - ひとみの婚約者。インテリア会社・社長の御曹司。
- 絹子：木暮実千代 - ひとみの母。田園調布に住む。

## ロケ地
- 神奈川県伊勢原市(森林組合事務所)
- 北海道白老郡白老町(虎杖浜神社)、登別市(地獄谷温泉、大湯沼)、千歳市(支笏湖湖畔、丸駒温泉)
- 東京都千代田区(ホテルニューオータニ)、台東区浅草(新世界前/啖呵売)、葛飾区柴又（川千家）
- 神奈川県横浜市栄区(邦男の勤務先)

『男はつらいよ　寅さん読本』1992、p.627より

## 劇中車
- 渥美がいすゞトラック『エルフ』の宣伝キャラクターだった縁もあり、同社の小型乗用車・ジェミニと117クーペが使用された（オープニングのスタッフロールにも「協力　いすゞ自動車」と表示）。

## 劇中曲
- 使用されたクラシック音楽
  - フェリックス・メンデルスゾーン作曲：『結婚行進曲』（劇付随音楽『夏の夜の夢』作品61）～二つの披露宴で流れる
  - リヒャルト・ワーグナー作曲：『婚礼の合唱』（オペラ『ローエングリン』第3幕第1場）～曲のみ 一度目の披露宴
  - トンマーゾ・ジョルダーニ作曲、作詞者は不詳『カーロ・ミオ・ベン』 - ソプラノとピアノ伴奏。披露宴で歌われる。
  - イングランド民謡『グリーンスリーブス』 - トランペットとオーケストラ。ひとみと邦男が会う喫茶店のＢＧＭ
  - 御前様が、披露宴で吟じる。本居宣長の和歌「敷島の大和心を人問はば朝日に匂ふ山桜花」
- 結婚式で邦男が歌う曲は「止まり木」(作詞・作曲 下村明彦)である。この曲は倍賞千恵子(「とまり木」名で倍賞千恵子全曲集2018に収録)と布施明もカバーで歌っている。原曲は、Aメロ、Bメロ、サビの順であるが、劇中では、AメロとBメロを合わせて歌い、続いてサビとなっている。

## 逸話
- 寅がさくらに渡すおじちゃんへのお土産の箱の大きさと、のちのシーンでおじちゃんが手にする化粧水の瓶の大きさが合わない。
- さくらが自転車でとらやへ向かうシーンで、高木屋老舗の前を通り過ぎてからとらやへ入るシーンがある。
- 本編では寅とひとみが初めて出会う場所は大湯沼湖畔であるが、没になった海岸のシーンもあり、後者の方はDVDの特典映像の予告編で見ることができる。「何ていうとこ、ここ?」「北海道だよ」という台詞は同じになっている。

## 記録
- 観客動員：172万6000人[4]
- 配給収入：10億7000万円[5]（10億1000万円[4]とも）

## 受賞
- 第34回毎日映画コンクール特別賞／山田洋次監督を中心とする『男はつらいよ』シリーズの製作スタッフ
- 第22回ブルーリボン賞主演女優賞／桃井かおり（『もう頬づえはつかない』『神様のくれた赤ん坊』との三作）
- 第3回日本アカデミー賞主演女優賞／桃井かおり（『もう頬づえはつかない』『神様のくれた赤ん坊』との三作）